# Roman Turek (hokeista)
Roman Turek (ur. 21 maja 1970 w Strakonicach) – czeski hokeista w latach 1987-2010, reprezentant Czechosłowacji i Czech.

## Kariera klubowa
- TJ Motor Czeskie Budziejowice (1987-1993)
  - VTJ Pisek (1988-1990)
- HC Czeskie Budziejowice (1993-1995)
- Nürnberg Ice Tigers (1995-1996)
- Dallas Stars (1996-1999)
  - Michigan K-Wings (1996-1998)
- St. Louis Blues (1999-2001)
- Calgary Flames (2001-2004)
- HC Czeskie Budziejowice (2004-2006)
- HC Mountfield Czeskie Budziejowice (2006-2010)

## Kariera reprezentacyjna
- Reprezentant Czechosłowacji na ME juniorów w 1988
- Reprezentant Czechosłowacji na MŚ juniorów w 1989
- Reprezentant Czechosłowacji na MŚ juniorów w 1990
- Reprezentant Czech na Igrzyskach Olimpijskich w 1994
- Reprezentant Czech na MŚ w 1994
- Reprezentant Czech na MŚ w 1995
- Reprezentant Czech na MŚ w 1996
- Reprezentant Czech na PŚ w 1996

## Sukcesy
Indywidualne
- Zdobywca William M. Jennings Trophy w sezonie 1998-1999
- Zdobywca William M. Jennings Trophy w sezonie 1999-2000

Reprezentacyjne
- Złoty medal z reprezentacją Czech na MŚ 1996

Klubowe
- Puchar Stanleya w sezonie 1998-1999 z zespołem Dallas Stars